# Macrogomphus montanus
Macrogomphus montanus är en trollsländeart som först beskrevs av Selys 1869.  Macrogomphus montanus ingår i släktet Macrogomphus och familjen flodtrollsländor. IUCN kategoriserar arten globalt som otillräckligt studerad. Inga underarter finns listade i Catalogue of Life.